# Pasirwaru (Blubur Limbangan)
Pasirwaru is een bestuurslaag in het regentschap Garut van de provincie West-Java, Indonesië. Pasirwaru telt 5193 inwoners (volkstelling 2010).